# Clermont-sur-Lauquet
Clermont-sur-Lauquet  es una pequeña localidad y comuna francesa, situada en el departamento del Aude en la región de Languedoc-Roussillon. 
A sus habitantes se les conoce por el gentilicio Clermontains.

## Geografía
La comuna está situada en el interior de la región de las Corbières siguiendo el curso del río Lauquet

## Demografía
| 24 | 26 | 27 | 29 | 22 | 26 |
| Para los censos de 1962 a 1999 la población legal corresponde a la población sin duplicidades (Fuente: INSEE [Consultar]) |    |    |    |    |    |

(Población sans doubles comptes según la metodología del INSEE).